# Білодід Геннадій Григорович
Генна́дій Григо́рович Білоді́д (нар. 22 липня 1977, Київ) — український дзюдоїст. Майстер спорту міжнародного класу (1996). Заслужений майстер спорту. Учасник XXIX Літніх Олімпійських ігор у Пекіні (посів сьоме місце).

## Біографічні відомості
Навчався в Київському спортивному ліцеї-інтернаті (КСЛІ).
1999 року закінчив Кам'янець-Подільський педагогічний університет (нині Кам'янець-Подільський національний університет).
Від 2002 року виступає за німецький клуб «Родевіш».
Тренери — Максим Кохненко, Віктор Кощавцев, Анатолій Калінський.
Дружина — Кузнєцова Світлана Олегівна.

## Спортивні досягнення
- Бронзовий призер молодіжних спортивних чемпіонатів:
  - 1996 — Порту (Португалія),
  - 1997 — Любляна.
- Чемпіон Європи:
  - 2001 — Париж,
  - 2003 — Дюссельдорф (Німеччина).
- Бронзовий призер чемпіонату світу:
  - 2005 — Каїр.
- Перше місце на турнірах із дзюдо класу «А»:
  - 1998, 1999, 2002 — Варшава,
  - 2000 — Прага.

### Серед вихованців
- Лесюк Артем (* 1996) — майстер спорту України.
- Білодід Дар'я Геннадіївна (* 2000) — дочка та чемпіонка світу

## Нагороди
- Орден «За заслуги» III ст. (16 серпня 2021) — за значний особистий внесок у розвиток олімпійського руху, підготовку спортсменів міжнародного класу, забезпечення високих спортивних результатів національною олімпійською збірною командою України на ХХХІІ літніх Олімпійських іграх.[3]
- Заслужений працівник фізичної культури і спорту України (10 вересня 2020) — за вагомий особистий внесок у розвиток та популяризацію фізичної культури і спорту в Україні, досягнення високих спортивних результатів та багаторічну плідну професійну діяльність[4]